# Sura (Fluss)
Die Sura (russisch Сура, ersjanisch Сура лей, tschuwaschisch Сӑр) ist ein 841 km langer rechter Nebenfluss der Wolga im europäischen Teil Russlands.
Sie entspringt in der Nähe des Dorfs Surskije Werschiny im äußersten Westen der Oblast Uljanowsk auf der Wolgaplatte nordöstlich von Kusnezk. Ohne Kusnezk zu berühren, wendet sie sich von ihrer Quelle in Richtung Westen in die Oblast Pensa. Oberhalb bzw. östlich von Pensa wird sie in dem Stausee Surskoje More (Сурское море) unter anderem zu Bewässerungszwecken aufgestaut und knickt noch vor Pensa nach Norden ab.
In dieser Richtung durchfließt die Sura die Hügellandschaft der Wolgaplatte in den Republiken Mordwinien und Tschuwaschien sowie den Oblasten Uljanowsk und Nischni Nowgorod. Zeitweise bildet sie die natürliche Grenze zwischen Mordwinien und der Oblast Uljanowsk, später zwischen Tschuwaschien und der Oblast Nischni Nowgorod. Auf ihren letzten Kilometern verläuft die Grenze zwischen der Oblast Nischni Nowgorod und der Republik Mari El. Anschließend mündet sie unterhalb von Jadrin bzw. oberhalb vom an der Wolga liegenden Kosmodemjansk in den 1980–1982 erbauten Tscheboksarsker Stausee. Der Fluss ist vom Hafen Wassilsursk an der Mündung an auf etwa 394 Kilometer Länge schiffbar. Das Wasser der Sura wird neben der Bewässerung auch industriell genutzt. Die größte Stadt an den Ufern der Sura ist Pensa, weitere Städte sind Alatyr und Schumerlja.